# 3615 Monique
3615 Monique est une série télévisée française créée par Emmanuel Poulain-Arnaud et Armand Robin, réalisée par Simon Bouisson, produite par Mon Voisin Productions en coproduction avec Qui Vive !, et diffusée depuis le 17 décembre 2020 sur OCS.
Au Québec, la série est diffusée depuis le 5 septembre 2023 à Télé-Québec.

## Synopsis
Au début des années 1980, trois étudiants, Stéphanie, Simon et Toni, profitent de l'arrivée du Minitel dans les foyers français pour lancer leur service érotique prénommé « 3615 Monique ».

## Distribution

### Acteurs principaux
- Noémie Schmidt : Stéphanie Roussel
- Arthur Mazet : Simon Masnel
- Paul Scarfoglio : Antoni Da Silva, dit Toni

### Acteurs récurrents
- David Salles : Angelo Muselier
- Vanessa Guide : Chantal
- Anne Charrier : Monique Masnel
- Bruno Paviot : Maurice Masnel
- Meylie Vignaud : Delphine Masnel
- Maud Brethenoux : Vivi
- Anne Loiret : Adélaïde Roussel
- Rio Vega : Jean-Sébastien
- Jean-Michel Lahmi : M. Faucheux (saison 1)
- Roxane Bret : Mona (saison 2)
- Renaud Rutten : Michel (saison 2)
- Nicolas Lumbreras : Francis Ponge (saison 2)

### Acteurs invités
- Dominique Besnehard : le père Moignon
- Pierre Renverseau : Serge July
- Artemisia Toussaint : Louise
- Xavier Fagnon : Charles Pasqua
- Loïc Corbery : Marc Dorcel
- Stéphane Boucher : Laurent Maurin

### Fiche technique
Sauf indication contraire, les informations mentionnées dans cette section peuvent être confirmées par les bases de données cinématographiques IMDb et Allociné,  présentes dans la section « Liens externes ».
- Production : Antoine Le Carpentier, Emmanuel Wahl
- Réalisation : Simon Bouisson
- Scénario : Emmanuel Poulain Arnaud, Armand Robin, Paul Rotman, Carine Prévot
- Musique : Paul Sabin
- Décors : Laurent Weber
- Costumes : Élisa Ingrassia
- Photographie : Raphaël Vandenbussche, Julien Ramirez Hernan
- Son : Gautier Isern, Stéphane Isidore, Rémi Durel, Julie Tribout
- Montage : Guillaume Lauras, Riwanon Lebeller, Joseph Comar, Clémence Lucas
- Maquillage :
- Pays de production :  France
- Langue originale : français
- Format : couleur

## Production
La série est en partie tournée à Angoulême. Le tournage prend fin en mars 2020.

## Épisodes

### Saison 1 (2020)
1. 3615 STÉPHANIE
2. 3615 FANTASME
3. 3615 MITTERRAND
4. 3615 CLARA
5. 3615 TONI
6. 3615 CODE Q
7. 3615 ANGELO
8. 3615 CHANTAL
9. 3615 LIBÉRATION
10. 3615 SIMON

### Saison 2 (2022)
1. 3615 LIBÉ
2. 3615 NOAH
3. 3615 DORCEL
4. 3615 TRANSPAC
5. 3615 RENCARD
6. 3615 SPACE SEX
7. 3615 PASQUA
8. 3615 NOËL
9. 3615 SICOB
10. 3615 BLOCKTEL

## Suite
La série a été pensée comme s'étalant sur trois saisons. Devant le succès de la première saison, une deuxième est prévue pour 2021 et sort finalement fin 2022. L'hypothétique troisième saison permettrait de couvrir l'arrivée de l'Internet.

## Accueil
La série reçoit de bonnes critiques de la part de la presse avec une note de 3,6/5 ainsi que des spectateurs avec 3,7/5 selon le site Allociné,. Sur Imdb les appréciations s'élèvent à une note de 6,9/10. Première qualifie la série d'« attachante variation française de The Social Network ».